# بیش‌حساسیت
بیش‌حساسیت (که به آن واکنش بیش‌حساسیت یا عدم تحمل نیز گفته می‌شود) به واکنش‌های نامطلوب تولید شده توسط سیستم ایمنی طبیعی از جمله آلرژی و خود ایمنی اشاره دارد. معمولاً به آنها واکنش بیش از حد سیستم ایمنی بدن گفته می‌شود و ممکن است این واکنش‌ها آسیب‌رسان، ناراحت‌کننده یا گاه کشنده باشد. واکنش‌های بیش‌حساسیت به حالت (ایمنی) حساس‌شدهٔ میزبان نیاز دارند.